# ليونيل سكالوني
ليونيل سيباستيان سكالوني (بالإسبانية: Lionel Sebastián Scaloni)‏ (مواليد 16 مايو 1978 في روساريو - الأرجنتين) لاعب كرة قدم أرجنتيني سابق ومدرب كرة قدم حاليا كان يلعب لصالح نادي الدرجة الأولى لاتسيو الإيطالي منذ 2007 في مركز الظهير الأيمن كما يجيد اللعب في مركز الوسط الأيمن وقد أحرزت بلاده بقيادته الفنية اللقب الكروي الثالث لها وذلك في بطولة كأس العالم 2022 في قطر.

## مسيرته الكروية
لعب ليونيل سكالوني خلال مسيرته الاحترافية مع 8 أندية في خمسة وعشرون موسمًا وسجل خلالها 24 هدفًا ضمن 389 مباراة. حيث فاز في موسمين بالكأس وفي موسم واحد بالدوري.
خاض ليونيل سكالوني مسيرته مع FC Barcelona (beach soccer) ‏ في موسم 1994–95 ولمدة موسمين، مشاركًا في 12 مباراة ولم يسجل أي هدف. ثم انتقل إلى نادي إستوديانتيس دي لا بلاتا في موسم 1996–97 ولمدة موسمين، حيث شارك في 37 مباراة سجل خلالها 7 أهداف. لينتقل بعدها إلى نادي ديبورتيفو لاكورونيا في موسم 1997–98 ليلعب معه تسعة مواسم، مشاركًا في 202 مباراة سجل خلالها 14 هدفًا. ثم انتقل إلى نادي وست هام يونايتد في موسم 2005–06 لمدة موسم واحد، مشاركًا في 13 مباراة ولم يسجل أي هدف. هذا وانتقل لاحقًا إلى نادي راسينغ سانتاندير في موسم 2006–07 لمدة موسم واحد، مشاركًا في 30 مباراة سجل خلالها هدفين. ثم انتقل بعدها إلى نادي ريال مايوركا في موسم 2007–08 ولمدة موسمين، مشاركًا في 28 مباراة ولم يسجل أي هدف. ليعود وينتقل من جديد، لكن هذه المرة إلى نادي لاتسيو في موسم 2009–10 ليلعب معه أربعة مواسم، مشاركًا في 52 مباراة سجل خلالها هدفًا واحدًا. لينتقل بعدها إلى نادي أتالانتا في موسم 2012–13 واستمر معه طيلة ثلاثة مواسم، مشاركًا في 15 مباراة ولم يسجل أي هدف.

## الإنجازات

### كلاعب
ديبورتيفو
- الدوري الإسباني: 1999–2000
- كأس ملك إسبانيا: 2001–02
- كأس السوبر الإسباني: 2002

ويست هام
- وصيف كأس الاتحاد الإنجليزي: 2005–06

الأرجنتين
- بطولة العالم للشباب: 1997

### كمدرب
الأرجنتين
- كوبا أمريكا: 2021، 2024
- كأس الأبطال كونميبول–يويفا: 2022
- كأس العالم 2022 البطل.

الفردية
- جائزة أفضل مدرب منتخب من الاتحاد الدولي لتاريخ وإحصاءات كرة القدم: 2022[7]

- جائزة الفيفا لأفضل مدرب: 2022[8]

## روابط خارجية
- ليونيل سكالوني على موقع الاتحاد الدولي (مؤرشف)  (الإنجليزية)
- ليونيل سكالوني على موقع قاعدة بيانات كرة القدم.إي يو (الإنجليزية)
- ليونيل سكالوني على موقع ليكيب (الفرنسية)
- ليونيل سكالوني على موقع ناشيونال فوتبول تيمز (الإنجليزية)
- ليونيل سكالوني على موقع Soccerbase.com (لاعب) (الإنجليزية)
- ليونيل سكالوني على موقع Soccerway.com (الإنجليزية)
- ليونيل سكالوني على موقع عالم كرة القدم.نت (الإنجليزية)
- ليونيل سكالوني على موقع كووورة
- ليونيل سكالوني على موقع AS.com (الإسبانية)